# 極地法
極地法（きょくちほう）とは、困難な山に対して用いられる登山法の一つである。包囲法（siege style）とも呼ばれる。

## 概要
最初に安全な地点にベースキャンプを設け、そこから比較的連絡のとりやすい距離に次々と前進キャンプを設営する。隊員はキャンプ地間を行き来して、必要物資を運搬する。また必要に応じて移動困難箇所のルート工作を事前に行う。それぞれのキャンプ地の隊員の援助を借りつつ、最終的に少数の隊員が頂上を目指すのが、この登山法である。
8000メートル峰を中心とした高所登山において、成功率と安全性を高めるために生み出された方法であり、1953年のエドモンド・ヒラリーとテンジン・ノルゲイによるエベレスト初登頂時にもこの方法が用いられた。現在でも公募隊によるエベレスト等の登山においてはこの方法を使用しているが、登頂に長い期間と多くの人員、そして多額の費用が必要であること、少数の登山者のために大量の人員を投入すること、山に膨大なゴミを残すことなどに対して批判も存在する。
登攀技術や装備が進歩し、世界中の高峰登頂が達成され尽くした現代、記録達成を目指す先鋭的な登山家の間では、アルパインスタイルによる未踏の困難なルートを切り開くことに主眼が移っている。

## 名称の由来
極地探検家が北極や南極で用いる手法という意味である。
初期のヒマラヤ遠征で使われていた「ポーラー・メソッド」という言葉が「極地法」と訳されて紹介された。
現在、ポーラー・メソッド（polar method）という言葉は海外では既に使われておらず、代わりにエクスペディション・スタイル（Expedition style）などと呼ばれている。

## 商業化された山での極地法
商業化される前のヒマラヤ登山では、極地法を実践するにあたり、登攀技術に優れた隊員がルート工作を行い、シェルパやポーターは荷上げなどの補助にとどまっていた。各隊員がルート工作や荷上げを担当し、その働きに応じて登頂アタック要員が選抜された。
1980年代後半以降、ヒマラヤの高峰が登りつくされて登山の商業化が進むと、ガイド会社がルート工作、荷上げ、キャンプ設営を一手に引き受けて登頂希望者を募る、「商業公募隊」や「ツアー登山」と呼ばれる方式が主流になった。商業公募隊も極地法の一種であるが、顧客とガイドという立場にはっきり分かれており、顧客はガイドの指示通りのスケジュールで、固定ロープを使って登るだけで頂上に達することが出来る。隊によっては酸素ボンベもふんだんに使用する。エベレストでは各隊のシェルパが協力してルートの全面に固定ロープを設置するため、2018年時点ではピッケルすら必要ない。エベレストのように人気のある山では、多くの隊はルート工作をすることもなく、上部キャンプに上がる回数も少なくて済むので、極地法とは区別されることもある。